# My Classics!
My Classics! é o oitavo álbum de estúdio da cantora Ayaka Hirahara. É um álbum interessante, já que metade dele é uma coletânea de suas músicas clássicas (clássicas no sentido da melodia, já que são baseadas em músicas clássicas). Todas, com exceção da Jupiter e Nocturne foram escritas por Ayaka Hirahara, porém de compositores clássicos. O álbum vem vendendo bem, foi indicado na categoria de melhor álbum no Japan Records Awards, porém não venceu. Já vendeu cerca de 74 343 copias em todo Japão. Possui 12 faixas.

## Faixas
Faixas do álbum My Classics:
| N.º | Título                                                                          | Letras         | Música                                | Duração |  |
| 1.  | "Pavane ~ naki oujo notameno pavanu (ｐａｖａｎｅ〜亡き王女のためのパヴァーヌ)" | Ayaka Hirahara | Maurice Ravel                         | 4:42    |  |
| 2.  | "Mio Amore! (ミオ・アモーレ)"                                                   | Ayaka Hirahara | Salvatore Karudirro / Giacomo Puccini | 4:09    |  |
| 3.  | "Campanula no Koi (カンパニュラの恋)"                                           | Ayaka Hirahara | Frederic Chopin / Shiina Kunihito     | 4:58    |  |
| 4.  | "Romeo & Juliet (ロミオとジュリエット)"                                         | Ayaka Hirahara | Sergei Prokofiev                      | 3:12    |  |
| 5.  | "Shieherazado (シェヘラザード)"                                                 | Ayaka Hirahara | Nikolai Rimsky-Korsakov               | 4:19    |  |
| 6.  | "Moldau"                                                                        | Ayaka Hirahara | Bedrich Smetana                       | 3:47    |  |
| 7.  | "Kamen Butoukai (仮面舞踏会)"                                                   | Ayaka Hirahara | Aram Khachaturian                     | 4:40    |  |
| 8.  | "AVE MARIA"                                                                     | Ayaka Hirahara | Giulio Caccini                        | 4:46    |  |
| 9.  | "Shin Sekai (新世界)"                                                           | Ayaka Hirahara | Antonin Dvorak                        | 7:17    |  |
| 10. | "Siciliana (シチリアーナ)"                                                      | Ayaka Hirahara | Ottorino Respighi                     | 5:28    |  |
| 11. | "Nocturne (ノクターン)"                                                         | Humi Kaoru     | Frederic Chopin / Shiina Kunihito     | 4:42    |  |
| 12. | "Jupiter"                                                                       | Yumi Yoshimoto | Gustav Holst                          | 6:01    |  |